# Alioune Diop (basket-ball)
Pour les articles homonymes, voir Alioune Diop et Diop.
Alioune Diop né à Saint-Louis, au Sénégal et mort le 19 octobre 2011, à Dakar, au Sénégal,, est un ancien joueur et entraîneur franco-sénégalais de basket-ball.

## Carrière
Il compte 4 sélections en Équipe de France de basket-ball en 1954.
Il entraîne l'Équipe du Sénégal de basket-ball, remportant le Championnat d'Afrique de basket-ball 1968.

## Palmarès
Entraîneur
- Champion d'Afrique 1968